# Mark Valley
Mark Thomas Valley (Ogdensburg, Nova Iorque, 24 de dezembro de 1964) é um ator norte-americano, ficou mais conhecido pelo papel de Christopher Chance na serie Alvo Humano.

## Filmografia
- The Romanoffs, (série) (2018) 	Steve Lewis
- Body of Proof (2013) (TV)
- Harry's Law (série de TV) (2011) (TV)
- Human Target (série de TV) (2010) (TV)
- Fringe (2008) (TV)
- Business Class (2007) (TV)
- Live! (2007)
- Boston Legal (2004-2007) (TV)
- Pasadena (serie de TV) (2001-2005) (TV)
- Keen Eddie (2003-2004) (TV)
- Los 4400 (2004) (TV)
- I'm with Her (2004) (TV)
- Harry Green and Eugene (2004) (TV)
- ER (2000-2003) (TV)